# Conus amadis
Conus amadis е вид охлюв от семейство Conidae. Възникнал е преди около 5,33 млн. години по времето на периода неоген. Видът не е застрашен от изчезване.

## Разпространение и местообитание
Разпространен е в Бангладеш, Индия (Андамански острови, Андхра Прадеш, Западна Бенгалия, Керала, Никобарски острови, Ориса и Тамил Наду), Индонезия (Суматра), Малайзия (Западна Малайзия), Мианмар, Тайланд и Шри Ланка.
Обитава крайбрежията и пясъчните дъна на океани и морета.